# Fekete papsapkagomba
A fekete papsapkagomba (Helvella atra) a papsapkagombafélék családjába tartozó, Eurázsiában és Amerikában honos, mérgező gombafaj.

## Megjelenése
A fekete papsapkagomba külseje jellegzetes, 3–5 cm-es süvegje egy kettőbe hajló lapból áll, amely középen nyereg alakúan behorpadva kétoldalt két csúcsot alkot. Felső, spóratermő felszíne fiatalon majdnem kékesfekete, füstbarna, később világosszürkén deressé válik. Alsó felszíne szürke-sötétszürke. Húsa vékony, törékeny. Szaga kellemes, íze nem jellegzetes.
Tönkje 1–3 cm magas, 0,5 cm vastag, felfelé vékonyodó. Színe felső részén sötétszürke vagy szürkésbarna, szinte fekete; alul világosabb. Felszíne finoman deres.
Spórapora fehér. Spórája ellipszis alakú, sima felszínű, átlátszó; 16-19 x 10-13 mikrométeres. A spórák egymás mellett nyolcasával sorakoznak az ascusokban (spóratömlőben).

### Hasonló fajok
A fogyasztásra szintén nem javasolt szürke papsapkagombával (Helvella lacunosa) téveszthető össze. 

## Elterjedése és termőhelye
Eurázsiában, Észak- és Dél-Amerikában honos. Magyarországon nem gyakori, de ahol előfordul, sereges is lehet. Lombos- és fenyőerdőkben él, de kis termete és sötét színe miatt nehéz észrevenni. A homokos, meszes talajt részesíti előnyben. Nyáron és ősszel terem.
Enyhén mérgező, fogyasztásra nem javasolt; lehetséges hogy rákkeltő anyagokat is tartalmaz. 